# 오고포고

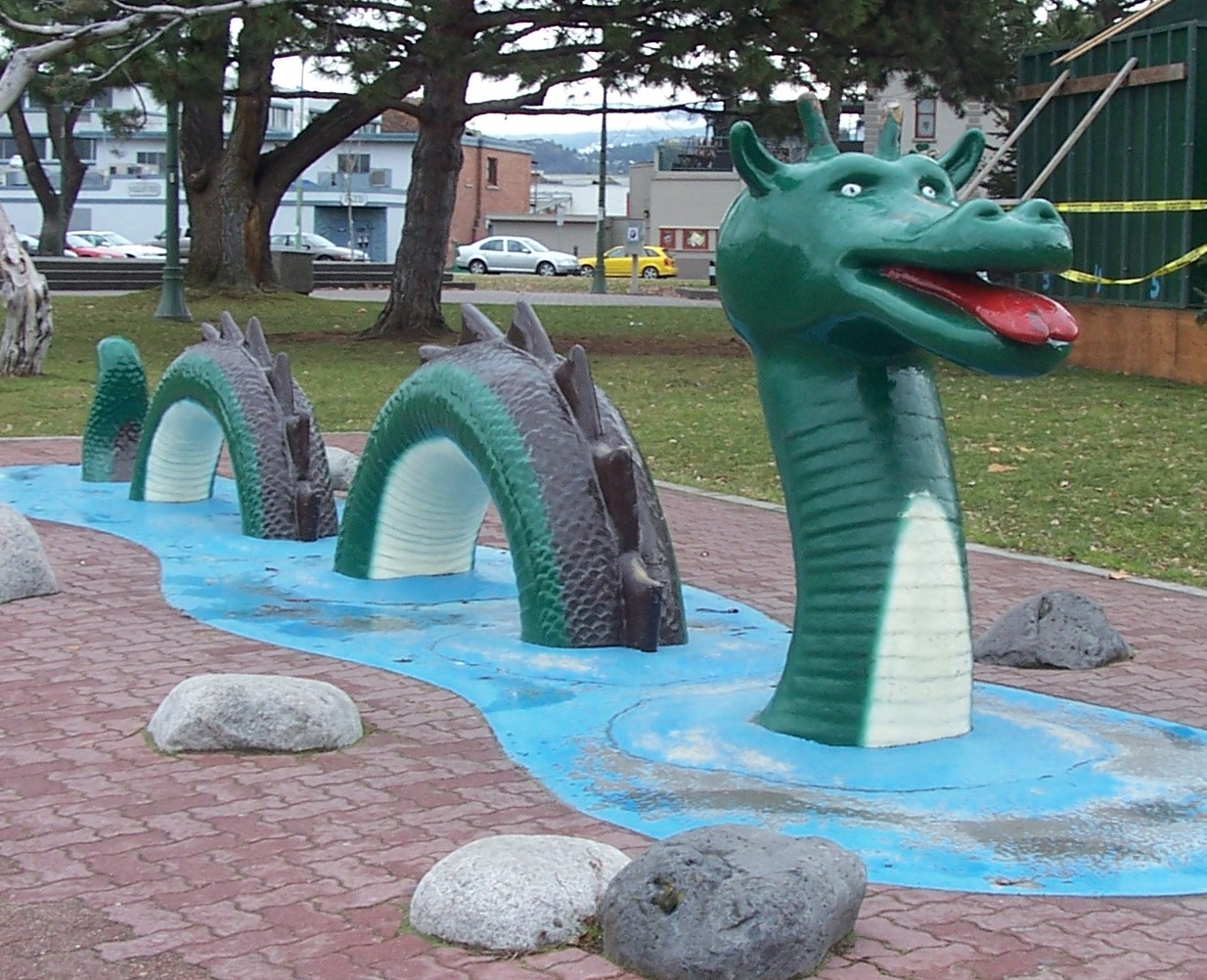

오고포고(Ogopogo)는 캐나다 브리티시컬럼비아주의 오카나간 호에서 목격되는 수서의 UMA이다.

## 개요
체장은 약 5～15m이고, 60cm정도의 크기의 두부(頭部)는 산양인지 말을 닮고 있다고 여겨져, 등에 혹이 있다. 몸은 녹색이고 군데군데에 초콜릿색의 반점이 있다.
기록에 남아 있는 최고의 목격예는 1872년이지만, 1912년의 목격소동이래 유명하게 되었다. 근년이 되어도, 대형생물이 수면가까이에서 꿈틀거리고 있는 영상이 가끔 텔레비전에도 방영되어, 텔레비전프로그램에서 특집되는 것도 있으며, 네시나 쓰치노코 등과 비고하면, 존재의 가능성이 높은 UMA이라고 여겨지고 있다. 모습이나 수영법은 같은 캐나다에 서식하고 있는 마니포고와 많이 닮았다.
원래 오카나간 호 주변에 사는 인디언부족은, 이 호수에 사는 "N'ha-a-itk", 또는 "Naitaka(나이타카, 살리시어로는 "호수의 악마"를 의미함)"라고 하는 이름의, 거대한 괴물의 존재를 구전하고 있다. 또, 주변의 인디언부족에는, 살인을 범한 죄로써 대정령에 의해서 큰 뱀으로 전환된 인간의 변화담이 전해지고 있다.
정체에 대해서, 긍정파는 오카나간 호에 사는 철갑상어의 배수체설, 바실로사우루스나 수장룡, 신종의 고래설을 주장하고 있다. 한편, 부정파는 호수의 부진동이나 정상파가 원인의 오인이나 눈의 착각이 아닌지하고 있다.

## 같이 보기
- 네스호의 괴물
- 마니포고